# رنگرزی کوشک نو
رنگرزی کوشک نو مربوط به دوره افشار - دوره زند است و در یزد، خیابان سید گل سرخ، کوچه کوشک نو واقع شده و این اثر در تاریخ ۲۲ مرداد ۱۳۸۴ با شمارهٔ ثبت ۱۳۰۳۷ به‌عنوان یکی از آثار ملی ایران به ثبت رسیده‌است.